# ميامي (أوكلاهوما)
ميامي (بالإنجليزية: Miami, Oklahoma)‏ هي مدينة تقع بولاية أوكلاهوما في الولايات المتحدة. تبلغ مساحة هذه المدينة 25.4 (كم²)، وترتفع عن سطح البحر م، بلغ عدد سكانها 13570 نسمة في عام 2010 حسب إحصاء مكتب تعداد الولايات المتحدة.

## التركيبة السكانية
حدّد مكتب تعداد الولايات المتحدة بيانات التركيبة السكانية لميامي في تعداد الولايات المتحدة. في ما يلي، التركيبة السكانية حسب تعدادي 2000 و2010.

### تعداد عام 2000
بلغ عدد سكان ميامي 13,704 نسمة بحسب تعداد عام 2000، وبلغ عدد الأسر 5,580 أسرة وعدد العائلات 3,568 عائلة مقيمة في المدينة. في حين سجلت الكثافة السكانية 484.4 نسمة لكل كيلومتر مربع (1,254.6/ميل2). وبلغ عدد الوحدات السكنية 6,111 وحدة بمتوسط كثافة قدره 216 لكل كيلومتر مربع (559.4/ميل2).
وتوزع التركيب العرقي للمدينة بنسبة 75.37% من البيض و1.20% من الأمريكيين الأفارقة و15.32% من الأمريكيين الأصليين و0.47% من الأمريكيين ذوي الأصول الآسيوية و0.22% من سكان جزر المحيط الهادئ و0.93% من الأعراق الأخرى و6.49% من عرقين مختلطين أو أكثر و2.35% من الهسبانيون أو اللاتينيون من أي عرق.
بلغ عدد الأسر 5,580 أسرة كانت نسبة 31.6% منها لديها أطفال تحت سن الثامنة عشر تعيش معهم، وبلغت نسبة الأزواج القاطنين مع بعضهم البعض 48.2% من أصل المجموع الكلي للأسر، ونسبة 12.2% من الأسر كان لديها معيلات من الإناث دون وجود شريك،  بينما كانت نسبة 3.5% من الأسر لديها معيلون من الذكور دون وجود شريكة وكانت نسبة 36.1% من غير العائلات. تألفت نسبة 32.7% من أصل جميع الأسر من عدة أفراد يعيشون في نفس المنزل ونسبة 17.8% كانت تتألف من شخص يعيش بمفرده يبلغ من العمر 65 عاماً أو أكثر. وبلغ متوسط حجم الأسرة المعيشية 2.31، أما متوسط حجم العائلات فبلغ 2.92.
بلغ العمر الوسطي للسكان 36.5 عاماً. وكانت نسبة 23.6% من القاطنين تحت سن الثامنة عشر، وكانت نسبة 8.5% بين الثامنة عشر والرابعة والعشرين عاماً، ونسبة 23.4% كانت واقعةً في الفئة العمرية ما بين الخامسة والعشرين والرابعة والأربعين عاماً، ونسبة 20.2% كانت ما بين الخامسة والأربعين والرابعة والستين، ونسبة 18.5% كانت ضمن فئة الخامسة والستين عاماً فما فوق. يوجد لكل 100 أنثى 86.1 ذكر، ويوجد لكل 100 أنثى في الثامنة عشر من عمرها فما فوق 81.4 ذكر.
بلغ متوسط دخل الأسرة في المدينة 25,832 دولارًا، أما متوسط دخل العائلة فبلغ 30,821 دولارًا. وكان متوسط دخل الذكور 24,273 دولارًا مقابل 19,684 دولارًا للإناث. وسجل دخل الفرد الخاص بالمدينة 16,266 دولارًا. وكانت نسبة 15.1% من العائلات ونسبة 18.5% من السكان تحت خط الفقر، وكان من هؤلاء نسبة 29.6% تحت سن الثامنة عشر ونسبة 9.8% في الخامسة والستين من العمر وما فوق.

## معرض صور

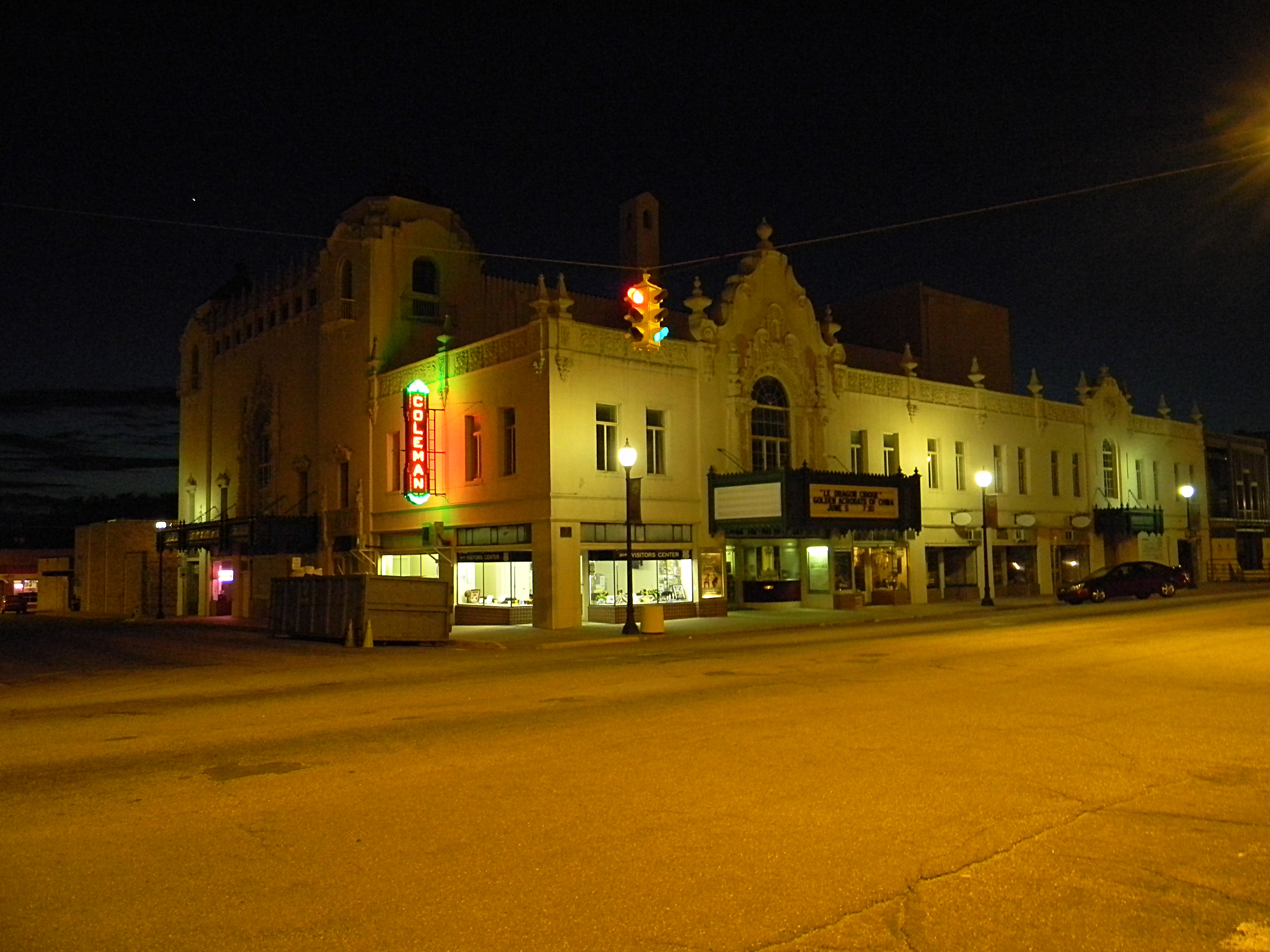
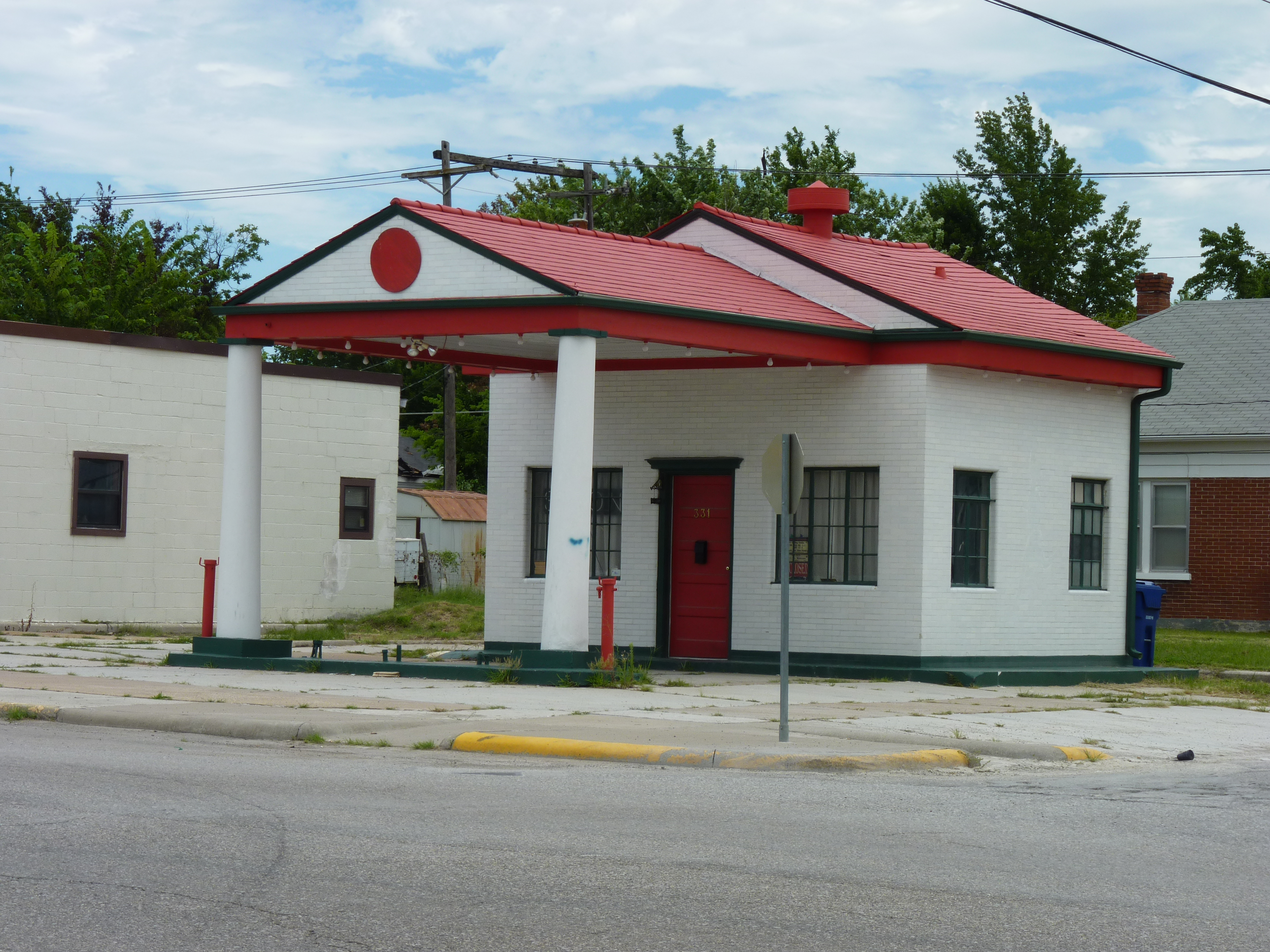
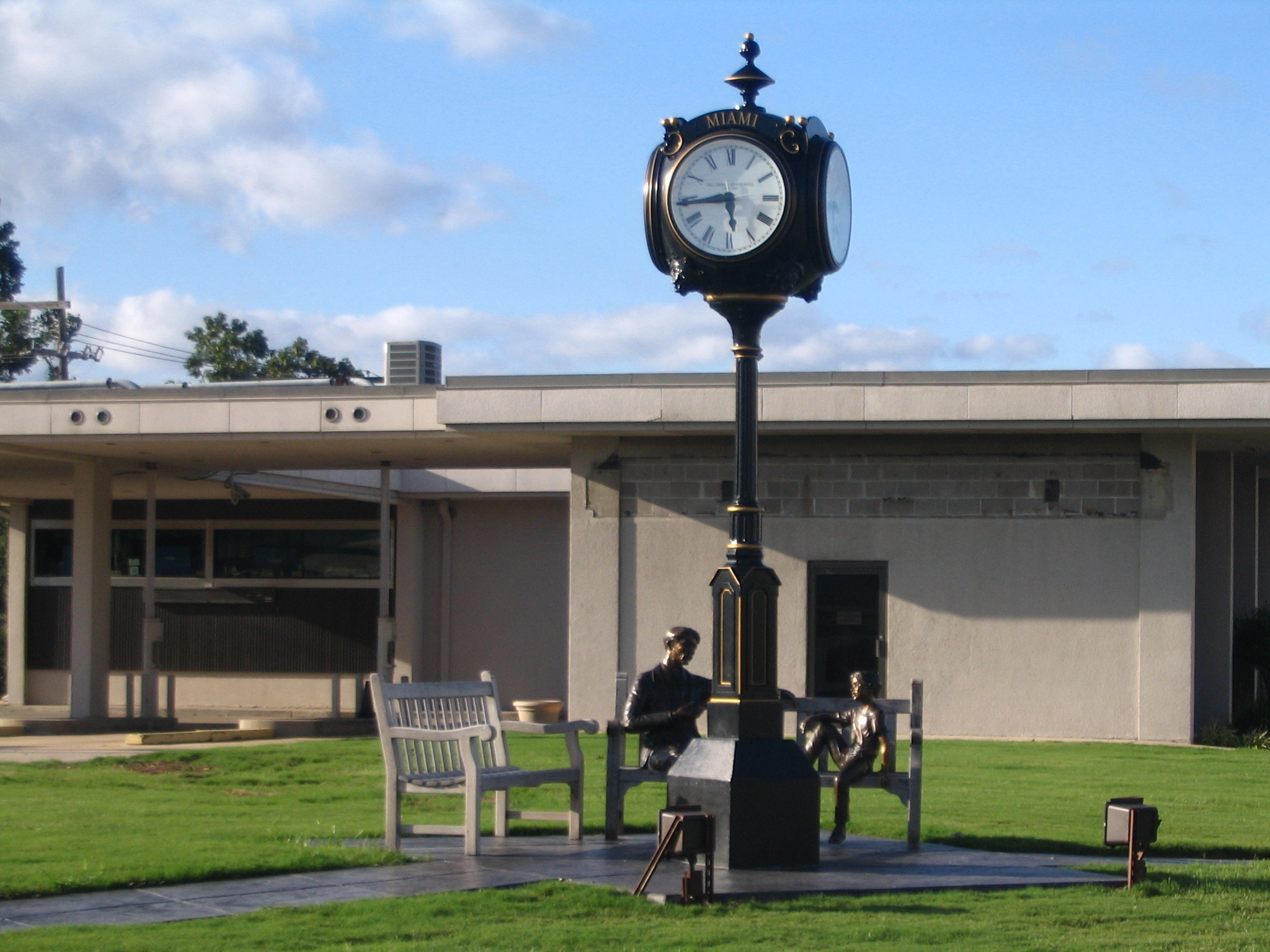
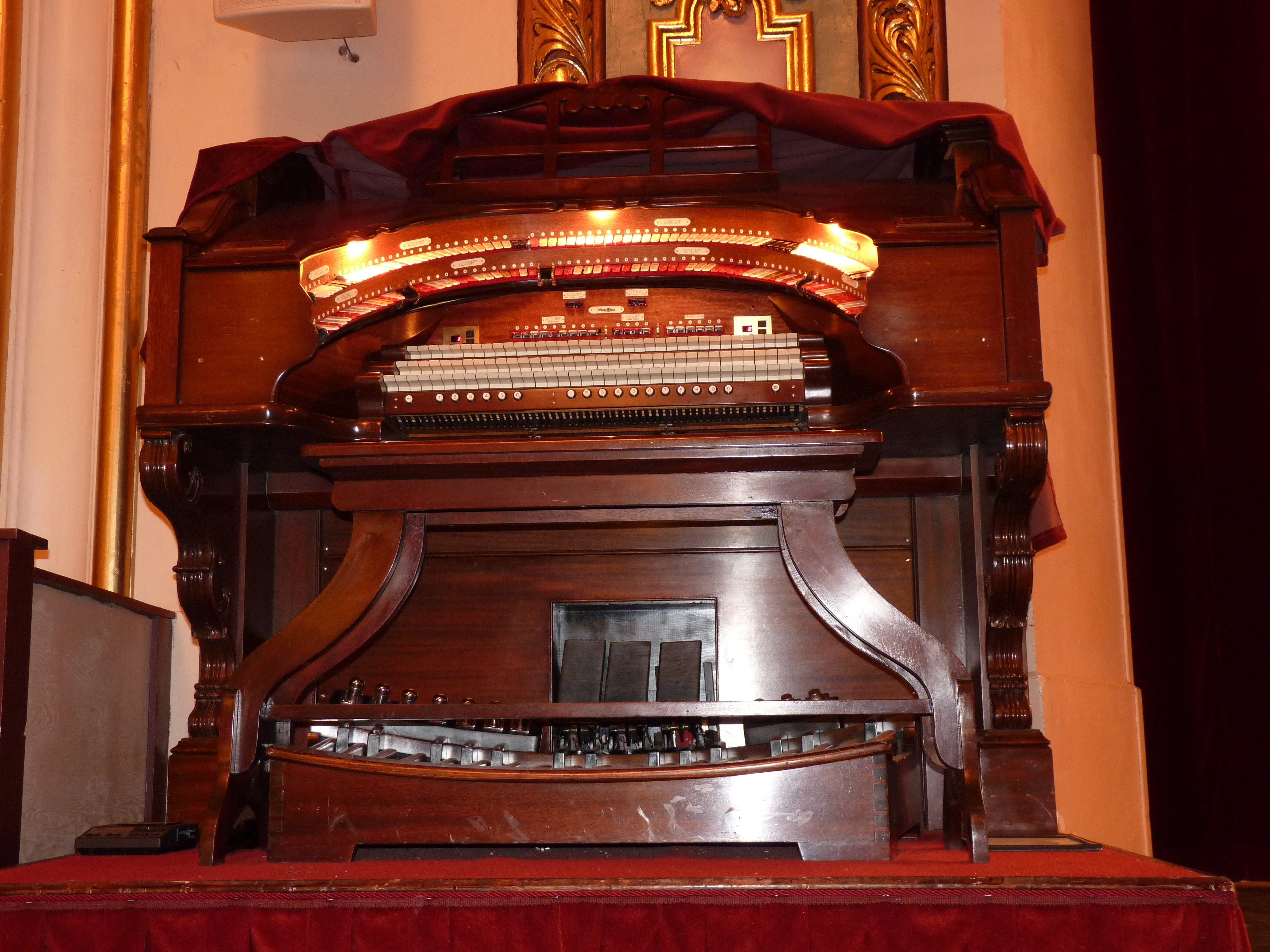
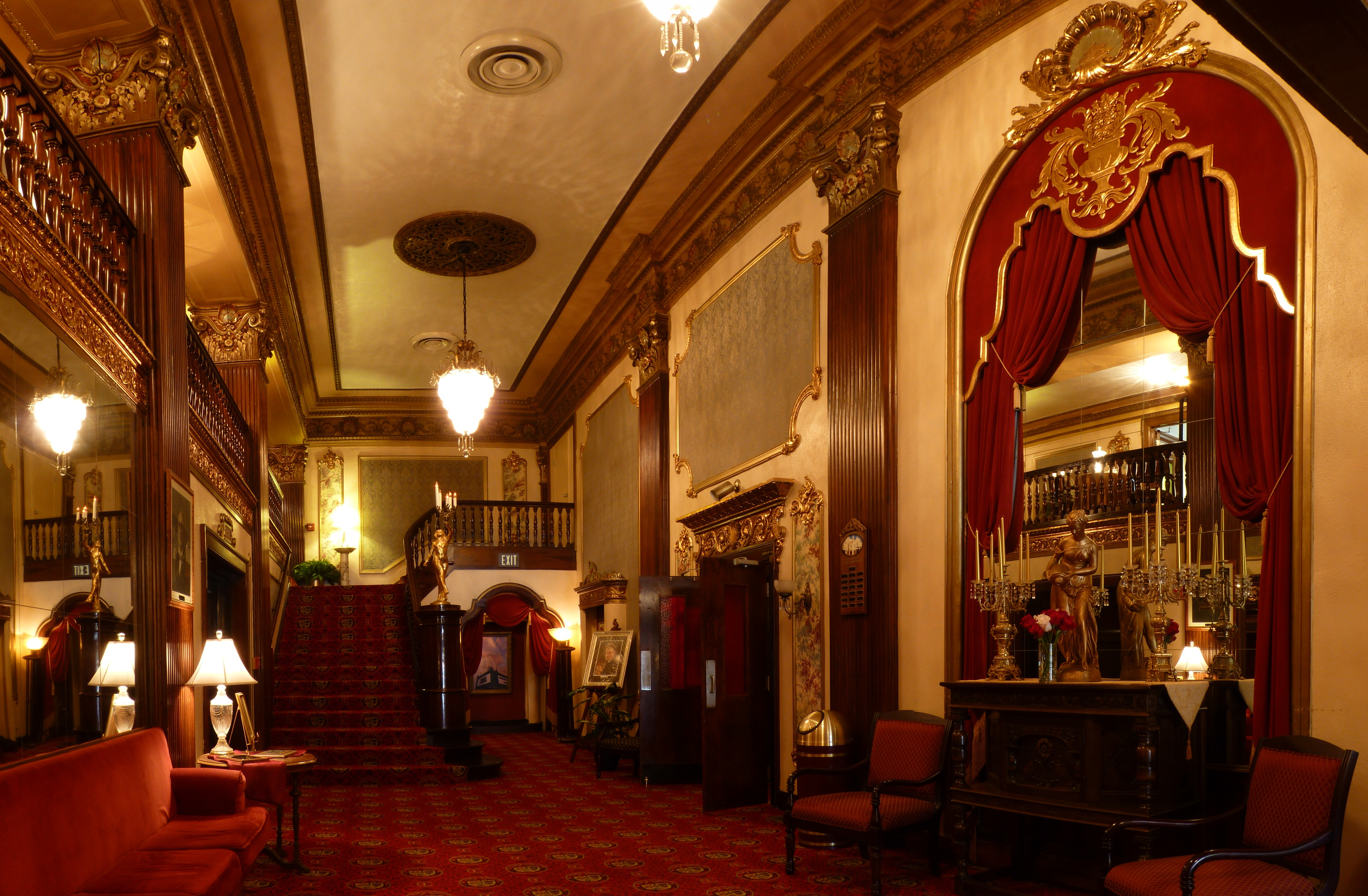

### تعداد عام 2010
بلغ عدد سكان ميامي 13,570 نسمة بحسب تعداد عام 2010، وبلغ عدد الأسر 5,315 أسرة وعدد العائلات 3,337 عائلة مقيمة في المدينة. في حين سجلت الكثافة السكانية 479.7 نسمة لكل كيلومتر مربع (1,242.4/ميل2). وبلغ عدد الوحدات السكنية 5,872 وحدة بمتوسط كثافة قدره 207.6 لكل كيلومتر مربع (537.7/ميل2).
وتوزع التركيب العرقي للمدينة بنسبة 68.94% من البيض و1.34% من الأمريكيين الأفارقة و17.07% من الأمريكيين الأصليين و0.52% من الأمريكيين ذوي الأصول الآسيوية و2% من سكان جزر المحيط الهادئ و2.13% من الأعراق الأخرى و8% من عرقين مختلطين أو أكثر و4.84% من الهسبانيون أو اللاتينيون من أي عرق.
بلغ عدد الأسر 5,315 أسرة كانت نسبة 32.9% منها لديها أطفال تحت سن الثامنة عشر تعيش معهم، وبلغت نسبة الأزواج القاطنين مع بعضهم البعض 42.1% من أصل المجموع الكلي للأسر، ونسبة 15% من الأسر كان لديها معيلات من الإناث دون وجود شريك،  بينما كانت نسبة 5.6% من الأسر لديها معيلون من الذكور دون وجود شريكة وكانت نسبة 37.2% من غير العائلات. تألفت نسبة 32.6% من أصل جميع الأسر من عدة أفراد يعيشون في نفس المنزل ونسبة 15.6% كانت تتألف من شخص يعيش بمفرده يبلغ من العمر 65 عاماً أو أكثر. وبلغ متوسط حجم الأسرة المعيشية 2.40، أما متوسط حجم العائلات فبلغ 3.03.
بلغ العمر الوسطي للسكان 35.1 عاماً. وكانت نسبة 24.5% من القاطنين تحت سن الثامنة عشر، وكانت نسبة 12.9% بين الثامنة عشر والرابعة والعشرين عاماً، ونسبة 23.6% كانت واقعةً في الفئة العمرية ما بين الخامسة والعشرين والرابعة والأربعين عاماً، ونسبة 22% كانت ما بين الخامسة والأربعين والرابعة والستين، ونسبة 17% كانت ضمن فئة الخامسة والستين عاماً فما فوق. وتوزع التركيب الجنسي للسكان بنسبة 47.6% ذكور و52.4% إناث.

## أعلام
- دون بورتر
- كيث أندرسون
- لاري غلين
- روبرت بي. وايت

## وصلات خارجية
- miamiok.org
- The US50 - Cities and Towns in Oklahoma State